# 264 Pułk Piechoty (1920)
264 ochotniczy pułk piechoty (264 pp) – oddział piechoty Wojska Polskiego w II Rzeczypospolitej okresu wojny polsko-bolszewickiej.

## Formowanie i zmiany organizacyjne
264 ochotniczy pułk piechoty sformowany został w sierpniu 1920 przy batalionie zapasowym 64 pułku piechoty. Jego I batalion powstał w Grudziądzu, II batalion – w Toruniu, a III batalion w Grudziądzu.

## Działania pułku na froncie
I batalion 26 sierpnia został włączony do 18 Dywizji Piechoty.
II batalion walczył w składzie grupy płk. Jarosława Aleksandrowicza, a12 września został wcielony do 2 Syberyjskiego pułku piechoty.
III batalion wysłany został do Torunia i stanowił obsadę twierdzy. 12 września został rozformowany i wcielony do Brygady Syberyjskiej.